# Olympische Sommerspiele 1976/Teilnehmer (Niederländische Antillen)
| Gelbes Symbol für Goldmedaillen mit stilisierten Olympischen Ringen | Graues Symbol für Silbermedaillen mit stilisierten Olympischen Ringen | Braundes Symbol für Bronzemedaillen mit stilisierten Olympischen Ringen |
| ------------------------------------------------------------------- | --------------------------------------------------------------------- | ----------------------------------------------------------------------- |
| —                                                                   | —                                                                     | —                                                                       |

Die Niederländischen Antillen nahmen an den Olympischen Sommerspielen 1976 in Montreal, Kanada, mit einer Delegation von vier Sportlern (allesamt Männer) teil.

## Teilnehmer nach Sportarten

### Judo
- Willem Maduro
Halbschwergewicht: 18. Platz

- Jaime Felipa
Schwergewicht: 12. Platz

### Leichtathletik
- Siegfried Regales
100 Meter: Vorläufe

- Raymond Heerenveen
400 Meter: Viertelfinale